# Parc des Hauteurs

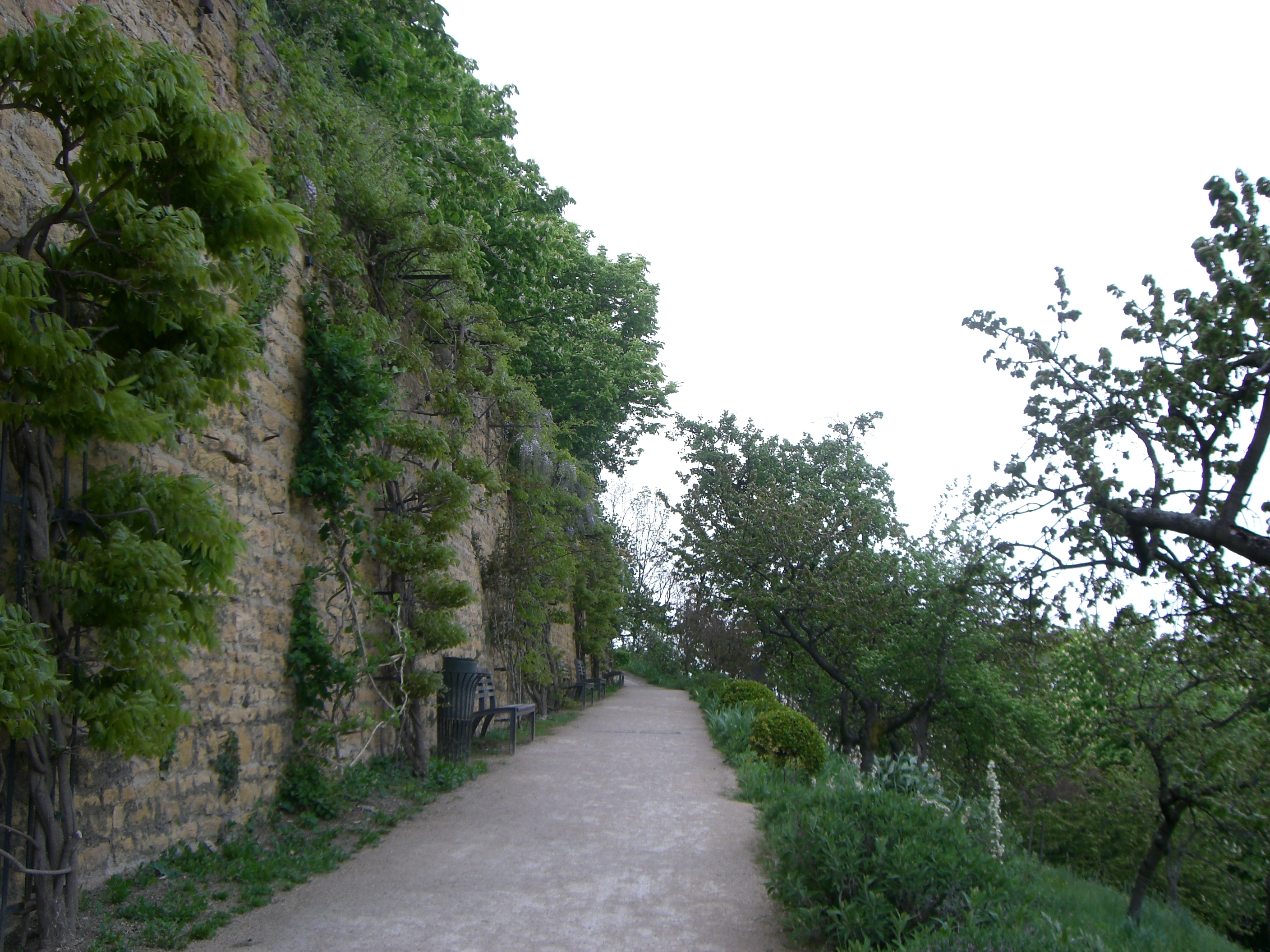
Parc des Hauteurs - Jardin du Rosaire

Het Parc des Hauteurs (vertaald: park op de hoogte) is een stadspark in Lyon, Frankrijk, op de heuvel Fourvière.
Hij verbindt met name de locatie van de basiliek Notre-Dame de Fourvière met de oude begraafplaats Cimetière de Loyasse. Via kleine loopbruggetjes kan er afgedaald worden naar de oostelijke kades van de Saône in de deelwijk Saint-Paul van het oude stadsdeel Vieux Lyon.
Een van de belangrijkste kunstwerken is de loopbrug Quatre-Vents, een viaduct die het vroeger mogelijk maakte de reizigers en de doodskisten te vervoeren per tram tussen het oude eindstation van de lijn van Saint-Paul (deze is tegenwoordig buiten gebruik) naar de begraafplaats.
Onder het park ligt de spoorwegtunnel van de kabelspoorweg van Fourvière.